# Adesmia davilae
Adesmia davilae är en ärtväxtart som beskrevs av Rodolfo Amando Philippi. Adesmia davilae ingår i släktet Adesmia och familjen ärtväxter. Inga underarter finns listade i Catalogue of Life.